# Elezioni presidenziali in Senegal del 2007
Le elezioni presidenziali in Senegal del 2007 si tennero il 25 febbraio.

## Risultati
| Candidati             | Partiti                                              | Voti      | %     |
| --------------------- | ---------------------------------------------------- | --------- | ----- |
| Abdoulaye Wade        | Partito Democratico Senegalese                       | 1 914 403 | 55,90 |
| Idrissa Seck          | Rewmi                                                | 510 922   | 14,92 |
| Ousmane Tanor Dieng   | Partito Socialista                                   | 464 287   | 13,56 |
| Moustapha Niasse      | Alleanza delle Forze del Progresso                   | 203 129   | 5,93  |
| Robert Sagna          | Democrazia Solidarietà                               | 88 446    | 2,58  |
| Abdoulaye Bathily     | Lega Democratica/Movimento per il Partito del Lavoro | 75 797    | 2,21  |
| Landing Savané        | Partito Africano per la Democrazia e il Socialismo   | 70 780    | 2,07  |
| Talla Sylla           | Alleanza per il Progresso e la Giustizia             | 18 022    | 0,53  |
| Cheikh Bamba Dièye    | Fronte per il Socialismo e la Democrazia             | 17 233    | 0,50  |
| Mamadou Lamine Diallo | Movimento Tekki                                      | 16 570    | 0,48  |
| Mama Adama Guèye      | Indipendente                                         | 13 700    | 0,40  |
| Doudou Ndoye          | Unione per la Repubblica                             | 9 918     | 0,29  |
| Alioune Mbaye         | Indipendente                                         | 9 016     | 0,26  |
| Louis Jacques Senghor | Movimento per la Liberazione del Popolo Senegalese   | 8 212     | 0,24  |
| Modou Dia             | Indipendente                                         | 4 491     | 0,13  |
| Totale                | Totale                                               | 3 424 926 | 100   |